# San Bartolomé (gemeente)
San Bartolomé is een gemeente in de Spaanse provincie Las Palmas van de regio Canarische Eilanden met een oppervlakte van 41 km². San Bartolomé telt 18.151 inwoners (1 januari 2016). De gemeente ligt op het eiland Lanzarote.
Hoofdplaats is San Bartolomé.

## Luchthaven
Het in twee decennia fors uitgebreide luchthaven Lanzarote ligt tussen Puerto del Carmen en de hoofdstad Arrecife, en behoort ook tot de gemeente San Bartolomé.

## Plaatsen in de gemeente
In de gemeente liggen de volgende kernen (met inwonertal in 2010):
- Güime (1.330)
- El Islote (472)
- Montaña Blanca (511)
- Playa Honda (10.220)
- San Bartolomé (5.628)

## Demografische ontwikkeling
Bron: INE; 1857-2011: volkstellingen
Arrecife · Haría · San Bartolomé · Teguise · Tías · Tinajo · Yaiza